# 葉錦龍
葉錦龍（英語：Sam Yip Kam-lung，1987年8月24日—），香港政治人物，前香港中西區區議會石塘咀選區議員，現任民間人權陣線副召集人，社區政治組織西環飛躍動力召集人，西柚辦公室執行委員，網絡電台香港花生前主持，香港動漫電玩節項目顧問。現時定居日本。

## 早年生活
葉錦龍於西營盤長大，早年就讀聖類斯中學（小學部），2007年畢業於英皇書院。他自小集武，跟從香港武術聯會集訓中國武術，更曾入選香港區隊成員，曾參與不少公開比賽和表演，而且對交通工具有濃厚興趣，因此曾在香港專業教育學院修讀飛機維修。一向是日本動漫迷的葉錦龍，自學日文和參加考試，在兼職日文翻譯時獲老闆賞識，畢業後加入承辦演唱會的日資公司。工作三年後，一度辭職到日本工作假期，回港後，他當上動漫電玩展的策劃顧問，後來更與友人開設公司，成為文創活動公司總經理。

### 政治啟蒙
葉錦龍受保留皇后碼頭事件啟發而踏足社運界。他透露自己中學時已喜歡香港歷史，十分關注本土。他曾經在放學後，於保衛皇后碼頭運動現場目睹社運人士林輝把自己縛在柱上，又看見周潤發拿著相機拍照，從此關心及積極參與社會運動。

## 政治生涯
2014年5月，他受邀於網絡電台香港花生主持評論日本動漫及文化的節目《火燒萬世橋》，同節目主持有民主黨南區區議會區諾軒議員及香港中文大學社會學系講師張彧暋（CR社長）。2015年9月兼任同台政論節目「還看金鷹」主持。

### 雨傘運動
2014年9月28日，雨傘運動爆發。雨傘運動期間，他主要駐守金鐘東防（即香港紅十字會以東至警察總部），並與同為駐紮東防之劉偉德相識。期間他曾接受日本電視台訪問。

#### 成立西環飛躍動力
2014年11月13日，他與劉偉德、伍永德等人合組西環飛躍動力，積極活躍於西環的地區政治議題，被稱為「西環三子」。

### 傘後社會參與
2015年4月25日，時任政務司司長林鄭月娥等人乘坐開篷巴士到3區巡遊，為政改方案造勢，他參與學聯發起的抗議行動並試圖衝出馬路。後來他與人民力量支持者梁小姐、城大學生吳天賦因涉嫌普通襲擊一名便衣警員而被捕。他於同年8月12日拒絕保釋成功。

#### 「全民拒絕假普選」運動
2015年6月13日，政改方案交付立法會審議。政改表決前夕，民間人權陣線等團體發起「全民拒絕假普選」運動。當時葉錦龍是「全民拒絕假普選」發言人，其表示遊行人數有3500人，承認與期望有落差，但相信市民是留力。他表示有信心政改會被否決，但未到最後一刻仍有變數，呼籲市民在往後數天親身到場「用民意逼爆立法會」，告訴議員及政府，香港人絕不接受此充滿謊言之方案。

#### 首度參選區議會
2015年10月，他宣布參選2015年區議會選舉石塘咀選區，同區候選人為現任議員陳財喜，最後他以1336票對1898票落敗。
| 選區   | 編號 | 政黨         | 候選人         | 票數（百分比） |
| ------ | ---- | ------------ | -------------- | -------------- |
| 石塘咀 | 1    | 西環飛躍動力 | 葉錦龍         | 1,336 (41.31%) |
| 石塘咀 | 2    | 新論壇       | 陳財喜（當選） | 1,898 (58.69%) |

#### 英皇書院遮蓋皇冠磁磚牆事件
2015年12月22日，他於其Facebook專頁貼出其母校英皇書院一幅有皇冠的磁磚牆被校方以電視機覆蓋的相片，引來社會關注梁振英母校去殖化問題。

#### 成立西柚辦公室
2016年2月6日，他與劉偉德、伍永德、民主黨正街社區主任張啟昕、網上群組西環變幻時版主戴毅龍、社區足球直播雷日楠、黎思鉅，將民主黨前區議員黃堅成的議員辦事處改裝，成立社區辦公室西柚辦公室，以促進居民交流、自主解決社區問題，並成立「影子區議會」監督中西區區議會工作為目標。辦公室初期資金主要來自「西環三子」區選後獲退回的六萬多資金，並且之後會開設戶口收捐款和會費等。

### 反送中運動
2019年9月1日，立法會議員區諾軒在其Facebook專頁表示，作為其助理暨石塘咀社區幹事的葉錦龍先生於同日上午十一時被補，據悉罪名為襲警及刑事毀壞。。10月2日，葉錦龍表示已成功「踢保」，他認為警方拘捕是為了威嚇示威者。

#### 再度參選區議會
2019年10月4日，他宣布參選2019年區議會選舉石塘咀選區，同區候選人為現任議員陳財喜，最後他在11月24日以3073票對2487票勝出，相隔30多年後，再次由泛民主派人士擔任石塘咀區議員。
| 選區   | 編號 | 政黨         | 候選人         | 票數（百分比） |
| ------ | ---- | ------------ | -------------- | -------------- |
| 石塘咀 | 1    | 新論壇       | 陳財喜         | 2,487 (44.73%) |
| 石塘咀 | 2    | 西環飛躍動力 | 葉錦龍（當選） | 3,073 (55.27%) |

#### 524 反國歌法、國安法大遊行
2020年5月24日，他在反國歌法、國安法大遊行中執行議員職權，於銅鑼灣鵝頸橋底監察警方執法期間，遭警員在無警告下從後推跌，以膝壓頸並拘捕。葉錦龍身體多處受傷，其中頸及後腦腫傷，左手肘、左膝等多處受創，右膝韌帶拉傷。5月26日，他與另一名被捕區議員李志宏在拒絕接受警方的保釋條件後獲釋。他批評警方使用過份暴力且濫捕，引致他嚴重受傷，而且警方從沒提及其牽涉的罪名。

### 中西區區議會（2020-2021）
葉錦龍成為中西區區議會議員後，擔任交通及運輸委員會主席、新成立的政制及保安事務委員會副主席、中西區資訊科技工作小組主席及中西區環境改善及綠化美化工作小組主席。

#### 赴日與政界會面
2020年2月16日，他前往日本，先後與16名日本國會議員，包括自民黨、立憲民主黨、國民民主黨、日本共產黨眾議院議員，以及多名政界人士會面。他向議員表達鑽石公主號港人滯留的擔憂，亦向其反映滯留港人的訴求。此外，他亦與議員及政界人士討論COVID-19疫情、香港政府防疫態度、口罩短缺問題和香港民主化運動情況。

#### 出席「香港情況與日本的國際連結研討會」
2020年6月9日，他與周庭連線出席由「從香港問題到國際連結關注組」於日本眾議院議員會館舉辦的「香港情況與日本的國際連結研討會」。會上他提出日本國會可以以日本自國內政及保護國民的生命財產為由，立法對香港甚至世界的人權及民主作出觀察，並適時作出經濟或入境限制等制裁。

#### 辭任區議員
2021年7月，葉錦龍辭任中西區區議員。

## 外部連結
- 中西區區議會網頁葉錦龍資料（页面存档备份，存于）